# Fiesta/A far l'amore comincia tu
Fiesta/A far l'amore comincia tu è il sedicesimo 45 giri della cantante pop Raffaella Carrà, pubblicato nel 1977 dall'etichetta discografica CGD e distribuito dalle Messaggerie Musicali di Milano.

## Il disco
Il singolo, il cui lato A (cantato in spagnolo) anticipa di qualche mese l'album Fiesta in cui è contenuto, ha sul retro il grande successo internazionale A far l'amore comincia tu, riproposto ancora una volta sul mercato italiano.
Stando alle matrici del lato B, datate 7 giugno, sembra che di A far l'amore comincia tu sia stata effettuata una nuova incisione durante le sessioni di registrazione di Fiesta, di cui invece è stata mantenuta quella del 3 giugno, cantata in spagnolo.
Nel mondo il singolo è stato pubblicato con diversi lati b, alcuni tratti dall'album Fiesta, tutti con brani tradotti in spagnolo:

Fiesta/Soñando contigo (Dreaming of you)

Fiesta/Melodia

Fiesta/En el amor todo es empezar

Fiesta/Volvere.

## Fiesta
È uno dei cavalli di battaglia della cantante. La versione in spagnolo (testo di  Luis Gómez Escolar) ebbe molto successo in Italia, tanto da prestare il titolo al corrispondente album pubblicato tre mesi dopo, nel quale la versione in italiano intitolata Festa non venne neppure inserita.
Anche nella traduzione in francese (di Jacqueline Schweitzer) ha mantenuto il titolo Fiesta.
Il testo di Gianni Boncompagni racconta la presa di coscienza da parte di una donna della propria libertà di essere umano, non più dipendente dal proprio uomo che la tradisce, decidendo così di fare una "festa", per celebrare questa ritrovata consapevolezza.
Una curiosità riguarda proprio questo brano. Nel documentario a lei dedicato ovvero Raffa, Enzo Paolo Turchi ha dichiarato che la prima volta che questo brano è stato presentato in un locale di Madrid, l'esibizione è andata malissimo. Il pezzo è stato inizialmente un insuccesso perché secondo gli spagnoli, il brano era troppo spagnolo e lo stava facendo nel modo sbagliato. Solo con la perseveranza di Raffaella, il singolo è riuscito realmente a sfondare.
Sempre riguardo a questo pezzo, e sempre nel documentario Raffa, un suo collaboratore spagnolo ha raccontato che la sera in cui ha presentato il brano, stava per verificarsi un incidente. Un uomo tra il pubblico, credendo che Raffaella stesse prendendo in giro la cultura spagnola (per il brano, e per via dei ballerini vestiti da donna) stava per lanciarle addosso un bicchiere, ma fortunatamente non è successo dato che è stato fermato in tempo.
Nel 1999, la stessa Raffaella ripropone in stile dance la versione in spagnolo del brano e lo include sia in un CD singolo promozionale (vendita vietata), sia nelle raccolte di remix Fiesta - I grandi successi (per l'Italia) e Fiesta - Grandes Éxitos (per i mercati latini), alle quali presta nuovamente il titolo.
Nello stesso anno la versione in italiano registrata nel 1977, fino ad allora rimasta inedita, compare per la prima volta nella raccolta ufficiale su CD Tutto Carrà.

## Tracce
Edizioni musicali Sugar Music
Lato A
1. Fiesta[9] – 3:20 (testo: Gianni Boncompagni, Luis Gómez Escolar – musica: Franco Bracardi, Paolo Ormi)

Lato B
1. A far l'amore comincia tu – 2:42 (testo: Daniele Pace – musica: Franco Bracardi)

## Curiosità
La base musicale del brano è stata parodiata, come accadeva con tutte le canzoni di successo, sempre nel 1977 dagli Squallor in Unisex, con testo di Daniele Pace, nell'album Pompa.